# 佐佐木優佳里
佐佐木優佳里（日语：佐々木 優佳里，1995年8月28日—），日本女歌手，女子偶像團體AKB48前成員。埼玉縣出身，隸屬經紀公司為Strobo Agency。

## 經歷
2011年
- 2月20日，於「AKB48第九屆研究生（12期生）試鏡會（日语：AKB48のオーディション#第九回研究生（12期生）オーディション）」中合格，成為AKB48的12期生。
- 4月3日，選擇審查合格。
- 5月15日，於Team B 5th Stage「劇場的女神」公演中做為前座Girl登場，首次站上AKB48的劇場舞台。
- 5月22日，參與12期研究生披露公演[2]。
- 6月13日，被選為12.5期的虛構成員江口愛實的配音[3]。
- 7月24日，在「AKB48西武巨蛋演唱會」的最後一天中，佐佐木以特殊化妝扮演江口愛實登場演出，與前田敦子、大島優子、高橋南、篠田麻里子、板野友美和渡邊麻友共同演唱冰淇淋之吻，並擔任Center[4]。

2013年
- 4月28日，於「AKB48團臨時總會～黑白分明！～」演唱會中昇格至Team A[5]。

2014年
- 2月24日，於Zepp DiverCity Tokyo（日语：Zepp）舉辦的「AKB48集團大組閣祭」中宣布所屬隊伍由Team A轉移至Team 4[6]。
- 6月7日，於「AKB48第37張單曲選拔總選舉」中獲得16,726票，得到第47名，首次進入圈內並成為Next Girls的一員[7]。
- 9月17日，於「AKB48 Group 猜拳大會2014」中不敵神門沙樹，在第一回戰出局，未能入選渡邊美優紀個人出道單曲中C/W曲的選拔成員。

2015年
- 3月26日，於埼玉超級競技場舉辦的「AKB48春季單獨演唱會～次期總現正修行中！～」演唱會上宣布新的組閣人事異動，所屬隊伍由Team 4轉移至Team A[8]。
- 6月6日，於「AKB48第41張單曲選拔總選舉」中獲得17,466票，得到第50名，入選為Future Girls的一員[9]。

2016年
- 6月18日，於「AKB48第45張單曲選拔總選舉」中獲得24,059票，得到第38名，成為Next Girls的一員[10]。

2024年
- 1月11日，在「我的太陽」公演宣布畢業[11]。
- 2月23日，在AKB48劇場舉行畢業公演，正式從AKB48畢業[12]。
- 3月14日，移籍至經紀公司Strobo Agency[13]。

## 人物
- 加入AKB48的契機：佐佐木的哥哥告知有12期研究生的甄選，之後便用手機在截止時間前5分鐘報名參加[14]。
- 研究生試鏡會中演唱的曲目是倖田來未的《Come Over》[15]。
- 在AKB劇場中使用的Catch phrase是「我的Happiness大家收到了嗎？收到了（全場一起喊），我對你情有獨鍾，我是Team 4、暱稱Yukarun的佐佐木優佳里[註 1]。」
- 幼稚園時便開始學習書法。毛筆書寫檢定（日语：毛筆書写検定）與硬筆書寫檢定（日语：硬筆書写検定）皆獲得6段的資格認定，但因平常寫字十分潦草而被朋友吐槽[14]。
- 喜歡的食物是鱈魚子與冰淇淋，喜歡的顏色則是粉紅色與水藍色[14]。
- 憧憬的成員是河西智美，原因是長得很可愛[14]，此外還有橫山由依與柏木由紀[16]。而尊敬的成員則是高橋南與橫山由依[17]。

## 參與歌曲
- 標註有「★」符號者表示該首歌曲有拍攝MV。

### 單曲CD
AKB48
|      | 發行日期        | 單曲名稱           | 參與歌曲名稱         | 名義                    | 收錄於        | MV | 備註                                   |
| ---- | --------------- | ------------------ | -------------------- | ----------------------- | ------------- | -- | -------------------------------------- |
| 22nd | 2011年08月24日  | 飛翔入手           | 冰淇淋之吻           |                         | Type-B        | ★  | 出道作品 江口愛實的配音 首次擔任Center |
| 23rd | 2011年10月26日  | 風正在吹           | 蓓蕾                 | Team 4+研究生           | 劇場盤        |    |                                        |
| 25th | 2012年02月15日  | GIVE ME FIVE!      | 如果是榮格或佛洛伊德 | Special Girls C         | 劇場盤        |    |                                        |
| 26th | 2012年05月23日  | 仲夏的Sounds good! | 3滴眼淚              | Special Girls           | 全版本        | ★  |                                        |
| 27th | 2012年08月29日  | 格子花紋           | 那一天的風鈴         | Waiting Girls           | 劇場盤        |    |                                        |
| 28th | 2012年10月31日  | UZA                | 朝向大人之路         | 研究生                  | 劇場盤        |    |                                        |
| 29th | 2012年12月05日  | 永遠的壓力         | 我們的Reason         |                         | 劇場盤        |    |                                        |
| 30th | 2013年02月20日  | So long!           | 強大的花             | 研究生                  | 劇場盤        |    |                                        |
| 31st | 2013年05月22日  | 再見自由式         | 玫瑰的果實           | Under Girls             | 全版本        | ★  |                                        |
| 31st | 2013年05月22日  | 再見自由式         | LOVE修行             | 研究生                  | 劇場盤        | ★  |                                        |
| 33rd | 2013年10月30日  | 真心電流           | 倒數KISS             | Team A                  | Type-A        | ★  |                                        |
| 34th | 2013年12月11日  | 倘若在梧桐樹什麼的 | 倘若在梧桐樹什麼的   |                         | 全版本        | ★  | A面曲 首次進入選拔                     |
| 35th | 2014年02月26日  | 勇往直前           | 秘密日記             | Baby Elephants          | Type-B        | ★  |                                        |
| 36th | 2014年05月21日  | 拉布拉多獵犬       | 芳心逃脫遊戲         | Team 4                  | Type-4        | ★  |                                        |
| 37th | 2014年08月27日  | 心意告示牌         | 一個夏季的反抗期     | Next Girls              | Type A        | ★  |                                        |
| 38th | 2014年11月26日  | 希望無限           | Ambulance            | 百合組                  | Type-B        | ★  |                                        |
| 38th | 2014年11月26日  | 希望無限           | 睜大雙眼的初吻       | Team 4                  | Type-D        | ★  |                                        |
| 41st | 2015年08月26日  | Halloween Night    | 婚紗送給你…          | Future Girls            | Type-A        | ★  |                                        |
| 42nd | 2015年12月09日  | 紅唇Be My Baby     | 溫柔的place          | Team A                  | Type-A        | ★  |                                        |
| 43rd | 2016年03月09日  | 你就是旋律         | 獻給M.T.             | Team A                  | 劇場盤        |    |                                        |
| 44th | 2016年06月01日  | 不需要翅膀         | Set me free          | Team A                  | Type-A Type-B | ★  |                                        |
| 45th | 2016年08月31日  | LOVE TRIP/分享幸福 | 沒進化嘛             | Next Girls              | Type-B        | ★  |                                        |
| 48th | 2017年05月31日  | 空有願望           | 當時的五百圓硬幣     |                         | Type-C        | ★  |                                        |
| 49th | 2017年08月30日  | ＃就是喜歡你       | 不知所措猶豫不決     | Next Girls              | Type-A        | ★  |                                        |
| 52nd | 2018年05月30日  | Teacher Teacher    | 你是我的風           | AKB48家族Center試驗選拔 | 全版本        | ★  |                                        |
| 53rd | 2018年09月19日  | 感傷列車           | 不是朋友嗎？         | Next Girls              | Type-A        | ★  |                                        |
| 54th | 2018年011月28日 | NO WAY MAN         | 想放空池水           | 池之水選拔              | 全版本        | ★  |                                        |
| 56th | 2019年09月18日  | 持續愛你           | 青春反始             | AKB48 B面選拔           | Type-B        | ★  |                                        |
| 58th | 2021年09月29日  | 一切都成Rumor      | Black Jaguar         | First Generation        | 劇場盤        |    |                                        |
| 59th | 2022年05月18日  | 是前男友           | Angie                | Team 4                  | 劇場盤        |    |                                        |
| 60th | 2022年10月19日  | 久違的Lip Gloss    | 命運之歌             | 1st Generation          | 劇場盤        |    |                                        |
| 61st | 2023年04月26日  | 無論如何都喜歡你   | Da Re Da             | Universe Girls          | 劇場盤        |    |                                        |
| 62nd | 2023年09月27日  | 如果不是偶像的話   | 你還記得我嗎         | 2nd Campus              | Type-C        |    |                                        |

### 專輯CD
AKB48
|      | 發行日期       | 專輯名稱                     | 參與歌曲名稱      | 名義                    | 收錄於          | 備註 |
| ---- | -------------- | ---------------------------- | ----------------- | ----------------------- | --------------- | ---- |
| 04th | 2012年08月15日 | 1830m                        | 檸檬的年紀        |                         | 全版本          |      |
| 04th | 2012年08月15日 | 1830m                        | 櫻桃與孤獨        | 研究生                  | 全版本          |      |
| 04th | 2012年08月15日 | 1830m                        | 藍天 不會寂寞嗎？ | AKB48+SKE48+NMB48+HKT48 | 全版本          |      |
| 05th | 2014年01月22日 | 未來軌跡                     | 足以確信的東西    | Team A                  | Type-A          |      |
| 06th | 2015年01月21日 | 這裡是羅德斯島、在這裡跳吧！ | 我們的意識形態    |                         | Type-B          |      |
| 06th | 2015年01月21日 | 這裡是羅德斯島、在這裡跳吧！ | 眼淚等一下再說    | Team 4                  | Type-B          |      |
| 07th | 2015年11月18日 | 0與1之間                     | Clap              | Team A                  | MILLION SINGLES |      |

## 劇場公演分組曲
| 公演名稱                                    | 參與歌曲名稱     | 備註           |
| ------------------------------------------- | ---------------- | -------------- |
| 研究生時期                                  |                  |                |
| Team B 5th Stage「劇場的女神」公演          | 愛情的捉迷藏     | 前座Girl       |
| Team K 6th Stage「RESET」公演               | 檸檬的年紀       | 前座Girls      |
| Team 研究生 Stage「劇場的女神」公演         | 男更衣室         |                |
| Team 研究生「RESET」公演                    | 奇蹟也趕不及合格 |                |
| Team 研究生「RESET」公演                    | 為了明天而接吻   |                |
| Team 研究生「我的太陽」公演                 | 不要叫我偶像     |                |
| Team 研究生「我的太陽」公演                 | 暮蟬之戀         |                |
| Team 研究生「我的太陽」公演                 | 向日葵           |                |
| 篠田・橫山Team A時期                        |                  |                |
| 篠田Team A「Waiting」公演                   | 裙襬飄飄         | 入山杏奈的代演 |
| 篠田Team A「Waiting」公演                   | 玻璃般的我愛你   | 入山杏奈的代演 |
| 橫山Team A「Waiting」公演                   | 記憶的兩難       |                |
| 峯岸Team 4時期                              |                  |                |
| Team 4 3rd Stage「偶像的黎明」公演          | 天國小子         |                |
| Team 4 3rd Stage「偶像的黎明」公演          | 口對口的巧克力   | 岩立沙穂的代演 |
| 橫山Team A時期                              |                  |                |
| 岩本輝雄「青春尚未結束」公演                | 藍天咖啡廳       |                |
| 田原總一朗「怎麼辦？！怎麼做？！AKB48」公演 | Bird             |                |
| Team 4 4th Stage「不要讓夢想死去」公演      | Bye Bye Bye      | 朝長美櫻的代演 |
| Team A 7th Stage「獻給M.T.」公演            | She's gone       |                |

- 前座Girl（s）（日语：前座ガール（ズ））：為公演前暖場曲之演唱成員。

## 演出

### 綜藝及節目資訊
現在播放中的節目
- 《AKB觀光大使（日语：AKB観光大使）》（2013年9月19日，以AKB48成員身份不定期演出；富士電視ONE（日语：フジテレビONE））
- 《AKB48 SHOW!》（2013年11月23日－，以AKB48成員身份不定期演出；NHK）
- 《AKB48神TV》（家庭劇場（日语：ファミリー劇場））
  - 特集〜歡迎加入!持續奔走沖繩的冬天〜（2011年12月25日）
  - Season10（2012年7月1日、8日）
  - Season11（2012年11月18日、25日）
  - Season14（2014年3月16日）
  - Season16（2014年7月27日、9月7日）
  - Season17（2015年1月18日）
  - Season17番外篇（2015年1月25日、2月1日、2月22日）
  - Season18（2015年4月5日、4月26日）
  - Season19（2015年7月19日）
  - Season20（2015年11月8日、11月15日）
  - Season21（2016年2月21日、3月6日）
- 《UTAGE!（日语：UTAGE!）》（2014年9月15日；TBS電視台）
- 《AKBINGO!》（2015年2月17日－，以AKB48成員身份不定期演出；日本電視台）

過去演出過的節目
- 《有吉AKB共和國》（2011年10月6日－2016年3月28日，以AKB48成員身份不定期演出；TBS電視台）
- 《AKB48短劇「微妙〜」》（2011年10月6日、11月3日，以AKB48成員身份演出；光TV（日语：ひかりTV））
- 《週刊AKB》（2012年3月30日－2012年11月30日，以AKB48成員身份不定期演出；東京電視台）
- 《AKB48的你、是誰？》（2012年11月1日－2016年6月30日，以AKB48成員身份不定期演出；NOTTV）
- 《AKB子兔道場》（2013年6月21日－2014年3月28日，以AKB48成員身份不定期演出；東京電視台）
- 《AKB48短劇「無論什麼都到那為止…」（日语：AKB48コント「何もそこまで…」）》（2013年8月16日－2014年3月21日，以AKB48成員身份不定期演出；光TV）